# Zalesiany (województwo małopolskie)
Zalesiany – wieś w Polsce położona w województwie małopolskim, w powiecie wielickim, w gminie Gdów.

Integralne części miejscowości: Podlesie, Talisówki.
W latach 1975–1998 miejscowość administracyjnie należała do województwa krakowskiego.